# 刘念劬
刘念劬（1945年—），男，上海人，中国作曲家、钢琴演奏家，主要作品为电视剧《封神榜》全剧配乐，曾任中国音乐家协会理事。